# Chemazé

Chemazé este o comună în departamentul Mayenne, Franța. În 2009 avea o populație de 1,362 de locuitori.